# Theridion strepitus
Espèce
Theridion strepitus est une espèce d'araignées aranéomorphes de la famille des Theridiidae.

## Distribution
Cette espèce est endémique des îles Galápagos. Elle se rencontre dans les tunnels de lave de Santa Cruz et Isabela.

## Description
Cette araignées est anophtalme.

## Publication originale
- Peck & Shear, 1987 : A new eyeless, stridulating Theridion spider from caves in the Galapagos Islands (Araneae, Theridiidae). The Canadian Entomologist, vol. 119, p. 881-885.